# Davide Ballardini
Davide Ballardini (Ravenna, 6 januari 1964) is een voetbalcoach en voormalig profvoetballer uit Italië. Eind december 2020 werd hij voor de vierde keer aangesteld als hoofdtrainer bij Genoa CFC, waar hij een contract tekende tot medio 2021.
In het seizoen 2015/16 volgde hij na twaalf speelronden Giuseppe Iachini op als trainer-coach van US Palermo. De club bezette op dat moment de twaalfde plaats op de ranglijst. Na tegenvallende resultaten en ruzie met de spelersgroep werd Ballardini op 11 januari 2016 ontslagen als coach van Palermo. Ballardini won slechts twee van de zeven competitieduels. In de strijd om de Coppa Italia gingen de Sicilianen roemloos ten onder tegen US Alessandria (Serie C). Hij werd opgevolgd door de Argentijn Guillermo Barros Schelotto. Op 12 april 2016 werd hij opnieuw aangesteld door Palermo, dit keer als vervanger van de ontslagen Walter Novellino.
1 Leali ·
2 Thorsby ·
3 Martín ·
4 De Winter ·
8 Bohihen ·
9 Vitinha ·
10 Messias ·
11 Pereiro ·
13 Bani ·
14 Vogliacco ·
15 Norton-Cuffy ·
17 Malynovskyj ·
18 Ekuban ·
19 Pinamonti ·
20 Sabelli ·
21 Ekhator ·
22 Vásquez ·
22 Miretti ·
27 Marcandalli ·
30 Ankeye ·
32 Frendrup ·
33 Matturro ·
39 Sommariva ·
45 Balotelli ·
47 Badelj  ·
53 Kasa ·
55 Accornero ·
59 Zanoli ·
69 Ahanor ·
72 Melegoni ·
73 Masini ·
95 Gollini ·
99 Stolz ·
Coach: Vieira